# Nepřívaz

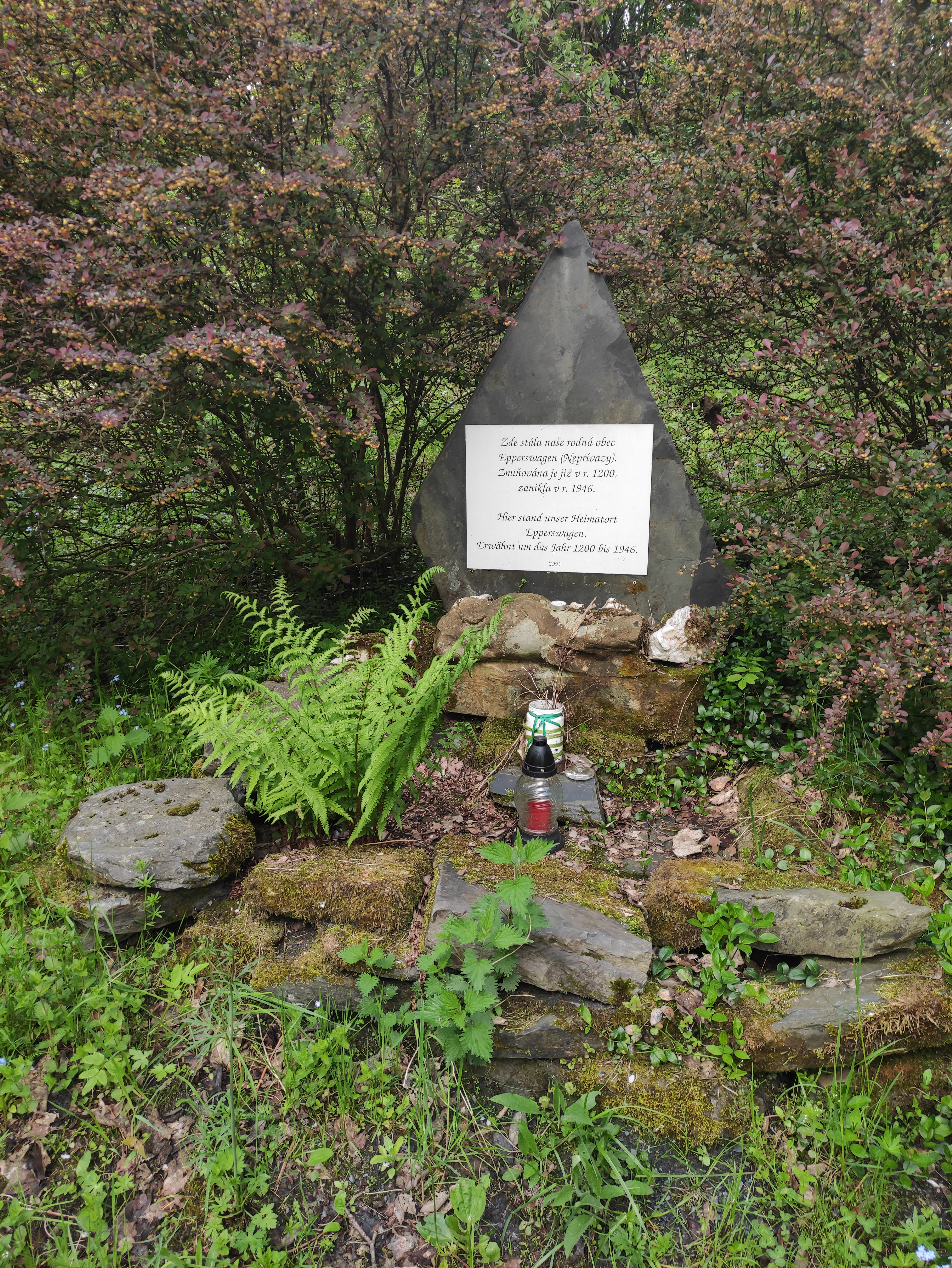

Nepřívaz, auch Nepřivaz (deutsch Epperswagen) ist eine Wüstung auf dem Gebiet des Truppenübungsplatzes Libavá in Tschechien. Sie liegt neun Kilometer nordöstlich von Velká Bystřice. Ihr Kataster umfasst eine Fläche von 1333 ha.

## Geographie
Das von Wäldern umgebene Waldhufendorf Nepřívaz befand sich am östlichen Fuße des Jílový vrch in 590 m.ü.m. auf einer Hochfläche in den Oderbergen. In Nepřívaz entspringt der Bach Trnava. Nordöstlich erheben sich die Švédská kupa (Schwedenkuppe, 636 m) und der Olomoucký kopec (Olmützberg, 633 m), im Südosten der Strážisko (Wachhübel, 675 m), südlich die Strážná (Wachhübel, 625 m) und Skalka (593 m) sowie im Westen der Jílový vrch (Uhustein, 615 m). Nördlich befinden sich die Reste der Burg Hluboký, im Osten das Jagdschloss Bores.
Umliegende Ortschaften waren Hrubá Voda und Hühnerberk im Norden, Velká Střelná im Nordosten, Nová Ves nad Odrou und Eliščiná im Osten, Jestřabí im Südosten, Daskabát, Kocourovec und Mrsklesy im Süden, Mariánské Údolí, Hlubočky und Posluchov im Südwesten, Dukla und Véska im Westen sowie Pohořany im Nordwesten.

## Geschichte
Nepřívaz entstand wahrscheinlich als Kolonie tschechischer Holzfäller und Köhler im Střelná-Wald. Der Ortsname leitet sich vom Personennamen Nepřívad ab. Erstmals schriftlich erwähnt wurde das zur Burg Hluboký gehörige Dorf Neprzywas 1364 als Besitz des Markgrafen Johann Heinrich. Im Jahre 1406 schenkte Markgraf Jobst von Mähren die Herrschaft Hluboký einschließlich Neprzywazce und weiterer Dörfer an Lacek von Krawarn. Während der Hussitenkriege wurde die Burg zerstört und seit 1437 als wüst genannt. 1447 erwarb der Olmützer Bürger Lukas Salzer die Herrschaft und veräußerte sie noch im selben Jahre an Andreas von Studnitz, der sie seiner Herrschaft Velká Bystřice zuschlug. Dabei wurde das Dorf als Neprzewazi bzw. Neprziwazi bezeichnet. Aus dem Jahre 1480 ist erstmals die Namensform Nepřivaz überliefert. Im Jahre 1589 kaufte das Olmützer Domkapitel die gesamte Herrschaft auf, dabei wurde auch ein herrschaftlicher Hof in Nepřivaz erwähnt. Am Übergang vom 16. zum 17. Jahrhundert erfolgte eine Besiedlung des Dorfes durch deutsche Siedler. Seit 1602 wurde das Dorf als Mepperswogen, 1640 als Operswag, 1677 als Eprswogn, ab 1718 als Epperswagen, 1720 als Nepriwazy und 1771 als Eperswagen bzw. Neprziwaze bezeichnet. Die Matrikeln wurden seit 1712 in Habicht geführt. Im Jahre 1835 lebten in den 55 Häusern des Dorfes 419 Personen. Bis zur Mitte des 19. Jahrhunderts blieb Epperswagen dem Kapitulargut Velká Bystřice untertänig.
Nach der Aufhebung der Patrimonialherrschaften bildete Epperswagen/Nepřívazí mit der Einschicht Uhustein ab 1850 eine Gemeinde in der Bezirkshauptmannschaft und dem Gerichtsbezirk Olmütz. 1880 war der Ort auf 61 Häuser angewachsen und hatte 370 Einwohner, darunter sieben Tschechen. Die Bewohner des Bergdorfes lebten vornehmlich von der Landwirtschaft, die jedoch wegen der steinigen Böden wenig ertragreich war. Ein Teil der Einwohner arbeitete in den Fabriken von Hombok und Marienthal.
Die Freiwillige Feuerwehr gründete sich 1885. Im Jahre 1900 wurden 1310 ha des Katasters landwirtschaftlich genutzt. Zu dieser Zeit bestand Epperswagen aus 64 Häusern und hatte 425 Einwohner, darunter war ein Tscheche. Im selben Jahre wurde ein neues Schulgebäude eingeweiht. Besitzer der umliegenden Wälder war das Olmützer Domkapitel, das in Epperswagen ein Forstrevier unterhielt. Am Uhustein betrieb das Kapitel einen großen Blockschieferbruch. In Epperswagen befand sich außerdem eine Windmühle. Zum Kataster der Gemeinde gehörte auch die Bahnstation Schmeil/Smilov.
1921 lebten in den 69 Häusern des Dorfes 418 Menschen, davon waren 407 Deutsche, neun Tschechen und zwei Staatenlose. Der tschechische Ortsname wurde 1921 in Nepřivaz geändert. Im Jahre 1930 bestand der Ort wiederum aus 69 Häusern und hatte 403 Einwohner, unter denen sich vier Tschechen befanden. Nach dem Münchner Abkommen wurde die Gemeinde 1938 dem Deutschen Reich zugeschlagen, sie gehörte bis 1945 zum Landkreis Bärn und Gerichtsbezirk Stadt Liebau.
Im Jahre 1939 hatte Epperswagen 415 Einwohner. Nach dem Ende des Zweiten Weltkrieges kam Nepřívaz zur Tschechoslowakei zurück und wurde wieder Teil des Okres Olomouc. Die deutsche Bevölkerung wurde vertrieben und der Ort zum Teil mit Tschechen wiederbesiedelt. Bereits 1947 begann jedoch im Zuge der Errichtung des Truppenübungsplatzes Libavá die Räumung des Dorfes. Im Jahr 1949 wurde die Gemeinde Nepřívaz offiziell aufgehoben. Die leerstehenden Häuser wurden später zerschossen und das Dorf dem Erdboden gleichgemacht.
Nepřívaz befindet sich innerhalb des absoluten Sperrgebietes und ist jährlich nur am 1. Mai während der Sonderöffnung des Truppenübungsplatzes im Rahmen der Fahrradtouristikaktion „Bílý kámen“ zugänglich. Im August 1993 wurde durch ehemalige Bewohner an der Stelle des Dorfes während einer deutsch-tschechischen Veranstaltung ein aus Schiefer gefertigtes Denkmal enthüllt.

## Ehemalige Bauwerke
- Kapelle Herz Jesu, sie befand sich mitten auf dem Dorfplatz
- Holländerwindmühle

## Sehenswürdigkeiten
- Gedenkstein für das Dorf Nepřívaz/Epperswagen, errichtet 1993.
- Reste der Burg Hluboký, nördlich auf einem Sporn über der Bystřice. Sie wurde um 1340 als Privatburg des Olmützer Bischofs Jan Volek errichtet und während der Hussitenkriege zerstört. Seit 1437 wird sie als wüst bezeichnet.
- Barockes Jagdschloss Bores, östlich von Nepřívaz. Es ist erstmals 1820 nachweislich, als nach dem Tode von Josef Wenzel von Würben Erzbischof Rudolf das von Johann von Troyer verwaltete Lehen an Josef Wenzels Sohn Johann Nepomuk weiterreichte.